# Svilina
Svilina (voga, lat. Zostera), rod korisnih vodenih trajnica iz porodice vogovki, red žabočunolike (Alismatales). Svilina ili voga je morska trava koja raste na muljevitom i muljevito-pjeskovitom morskom dnu, gdje čine »livade morskih cvjetnica«. U stara vremena uz jadransku obalu osušena svilina koristila se za punjenje jastuka i madraca. na Jadranu su prisutne dvije vrste, to su patuljasta svilina ili malo perje (Zostera noltii) i morska svilina ili perje (Zostera marina).
Rizom sviline je horizontalan, debljine 5 – 20 mm, a iz njega izbijaju dugi uski listovi koji mogu narasti od 20 do 50 cm, a kod Z. marine i do jednog metra. Cvijet je neugledan, građen od jednoga prašnika i jednoga tučka, a oprašuje se nitastim peludom.
Rodu pripada 12 vrsta.

## Vrste
1. Zostera angustifolia (Hornem.) Rchb.
2. Zostera asiatica Miki
3. Zostera caespitosa Miki
4. Zostera capensis Setchell
5. Zostera capricorni Asch.
6. Zostera caulescens Miki
7. Zostera chilensis (J.Kuo) S.W.L.Jacobs & Les
8. Zostera japonica Ascherson & Graebner
9. Zostera marina Linnaeus, tipična
10. Zostera mucronata Hartog
11. Zostera muelleri Irmisch ex Ascherson
12. Zostera nigricaulis (J.Kuo) S.W.L.Jacobs & D.H.Les
13. Zostera noltii Hornemann
14. Zostera polychlamys (J.Kuo) S.W.L.Jacobs & D.H.Les
15. Zostera tasmanica G.Martens ex Ascherson

## Sinonimi
- Alga Tourn. ex Lam.
- Heterozostera (Setch.) Hartog
- Nanozostera Toml. & Posl.

## Vanjske poveznice
|  | Zajednički poslužitelj ima još gradiva o temi Zostera |
|  | Wikivrste imaju podatke o taksonu Zostera             |